# Vinitchka Krchla
Vinitchka Krchla ou Vinička Kršla (en macédonien Виничка Кршла) est un village de l'est de la Macédoine du Nord, situé dans la municipalité de Vinitsa. Le village comptait 99 habitants en 2002.

## Démographie
Lors du recensement de 2002, le village comptait :
- Macédoniens : 99